# アントン・クエルティ
アントン・エミル・クエルティ（Anton Emil Kuerti, 1938年7月21日 - ）は、オーストリア出身のピアノ奏者、作曲家。

## 経歴
1938年、ウィーンの生まれ。1944年にアメリカに移住し、ボストンでアーサー・ゴールドマンにピアノを師事した後、９歳でグリーグのピアノ協奏曲をボストン・ポップスのコンサートで弾いてデビューを飾った。1948年から1952年までロンギー音楽院に在学し、エルヴィン・バドキーとグレゴリー・タッカーの下でピアノ、アーサー・シェファードについて作曲を学んだ。1952年から翌年までピーボディ音楽院に在学し、エルネ・バローにピアノ、ヘンリー・カウエルに作曲をそれぞれ教わった。1953年から1955年までアーサー・レッサーにピアノ、マーセル・ディックに作曲を師事した。1955年から1958年までカーティス音楽院でルドルフ・ゼルキンとミェチスワフ・ホルショフスキの下で研鑽を積んだ。
ロンギー音楽院に在学中から演奏活動も並行して行い、ジンブラー・シンフォニエッタやMIT交響楽団等とも共演していたが、1957年にレーヴェントリット国際コンクールで優勝してプロフェッショナルとして本格的な演奏活動を展開するようになった。1965年にはアメリカを離れてカナダに定住し、トロント大学のアーティスト・イン・レジデントを務めるようになり、1968年から1972年まで同大学の教授として後進の指導に当たった。